# First Division 1905/1906
Osmnáctý ročník First Division (1. anglické fotbalové ligy) se konal od 2. září 1905 do 30. dubna 1906.
Sezonu vyhrál podruhé ve své historii Liverpool. Nejlepším střelcem se stal hráč Boltonu Walter White, který vstřelil 26 branek. Hrálo se již nově s dvaceti kluby.